# John Osborne

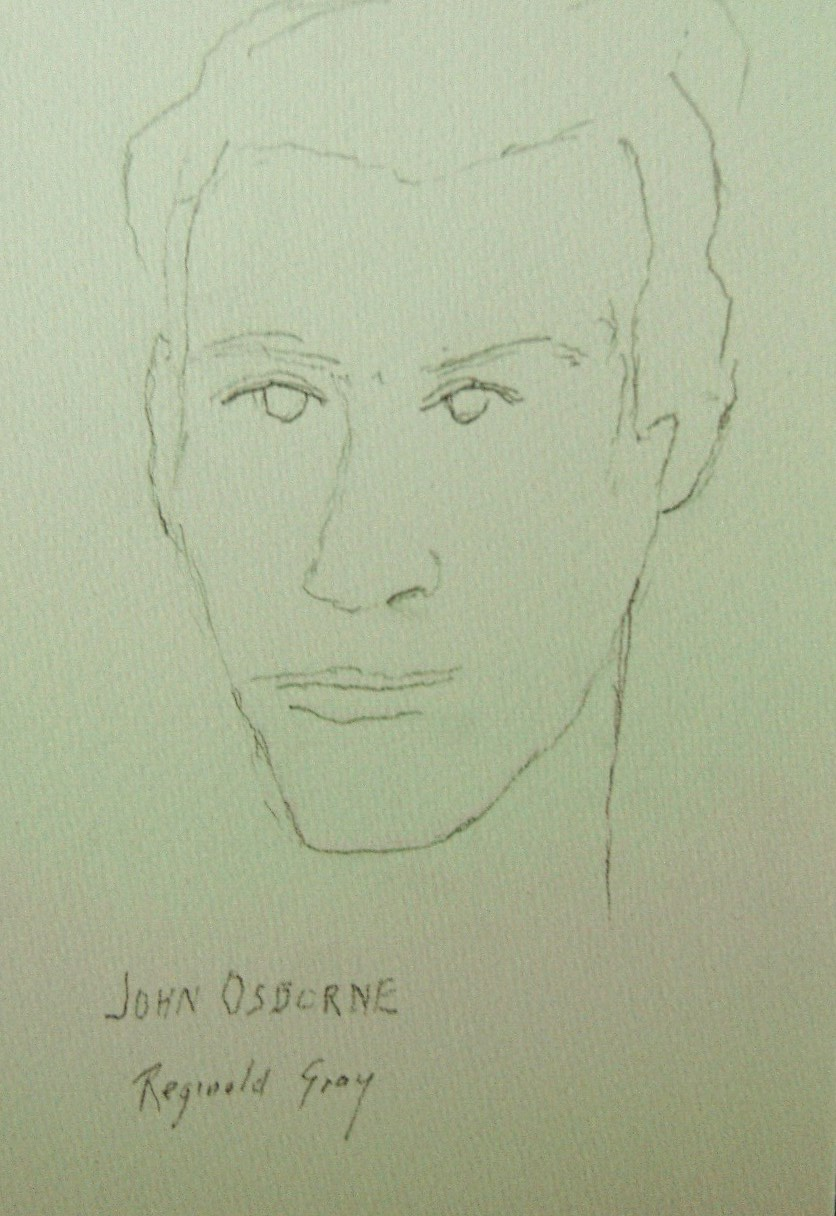
Caricatura do ator e dramaturgo (1957)

John James Osborne (Londres, 12 de dezembro de 1929 — Shropshire, 24 de dezembro de 1994) foi um dramaturgo, ator e roteirista britânico.
Foi vencedor do Oscar  e do BAFTA em 1964, na categoria de melhor roteiro adaptado, pelo filme Tom Jones (1963).